# Francis Vere

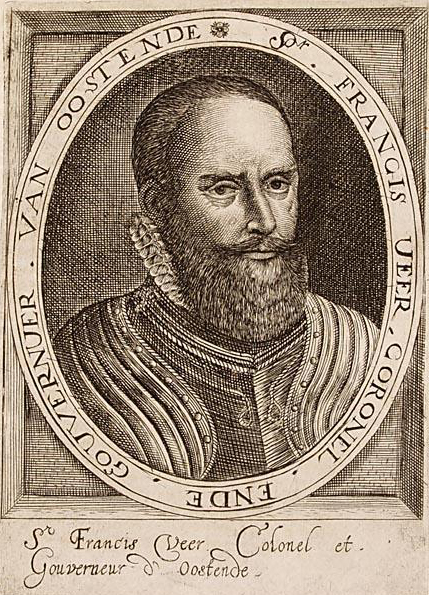
Sir Francis Vere.

Francis Vere, född 1560, död den 18 augusti 1609, var en engelsk krigare. Han var bror till Horace Vere, 1:e baron Vere och brorson till John de Vere, 16:e earl av Oxford.
Vere, som var en av sin samtids erfarnaste fältherrar, stred i Nederländerna i spetsen för engelska frivilliga från 1585. Han vann 1588 vid Bergen-op-Zoom knightvärdighet och var från 1589 faktiskt högste befälhavare (formellt först 1598) för de engelska hjälptrupperna. Till hans mest lysande bedrifter hörde segern vid Nieuport (den 2 juli 1600) och försvaret av Ostende (1601—1602) mot spanjorerna. Vere återvände till hemlandet, när Jakob I 1604 slöt fred med Spanien, medan brodern stannade kvar. Han blev 1606 guvernör i Portsmouth och skrev memoaranteckningar om sina fälttåg (Commentaries, utgivna 1657, omtryckta 1883 av Arber i "English garner"). Bägge bröderna anlitades flitigt som lärare i krigskonsten. De är begravna i samma grav i Westminster Abbey.